# GeoPack
GeoPack é uma biblioteca de programação em geoestatística para a linguagem Mathematica. Teve o seu primeiro lançamento em 2012 e foi criada por João Carneiro, Rúben Nunes e Leonardo Azevedo no seio do centro de investigação CERENA, no Instituto Superior Técnico, Portugal. O seu nome de lançamento é GSK GeoPack 1.0 e é a primeira biblioteca de geoestatística para esta linguagem.

## Funções
De entre as funções do GeoPack estão:
1. Variografia
2. Krigagem simples
3. Krigagem normal (krigagem ordinária)
4. Algoritmos de visualização.
5. Sistema de documentação.